# Diplazium subalatum
Diplazium subalatum là một loài dương xỉ trong họ Athyriaceae. Loài này được Houlston & T.Moore mô tả khoa học đầu tiên năm 1851.
Danh pháp khoa học của loài này chưa được làm sáng tỏ. 